# Natação no Campeonato Mundial de Esportes Aquáticos de 2024 - 4x100 m livre misto

A prova do revezamento 4x100 m livre misto da natação no Campeonato Mundial de Esportes Aquáticos de 2024 foi realizada no dia 17 de fevereiro de 2024 em Doha, no Catar.

## Formato da competição
A competição consiste em duas rodadas: eliminatórias e final. As equipes com os 8 melhores tempos nas eliminatórias avançam a final. Desempates (swim-offs) são utilizados conforme necessário para quebrar os empates de avanço a próxima rodada.

## Cronograma
Todos os horários estão na hora local (UTC+3).
| Data            | Hora  | Evento        |
| --------------- | ----- | ------------- |
| 17 de fevereiro | 10:19 | Eliminatórias |
| 17 de fevereiro | 20:45 | Final         |

## Recordes
Antes desta competição, os recordes mundiais e do campeonato nesta prova eram os seguintes:
| Tipo                  | Atleta    | Tempo     | Local   | Data                |
| --------------------- | --------- | --------- | ------- | ------------------- |
|                       | Austrália | 3m 18s 83 | Fukuoka | 29 de julho de 2023 |
| Recorde do campeonato | Austrália | 3m 18s 83 | Fukuoka | 29 de julho de 2023 |

## Medalhistas
| Ouro                                                                             | Prata | Bronze |
| China · Pan Zhanle · Wang Haoyu · Li Bingjie · Yu Yiting · Ji Xinjie · Ai Yanhan | Austrália · Kai Taylor · Jack Cartwright · Shayna Jack · Brianna Throssell · Alexandria Perkins · Abbey Harkin | Estados Unidos · Hunter Armstrong · Matt King · Claire Curzan · Kate Douglass · Luke Hobson · Jack Aikins · Addison Sauickie · Kayla Han |

## Resultados

### Eliminatórias
Esses foram os resultados das eliminatórias. A prova foi realizada no dia 17 de fevereiro com início às 10:19.
| Pos. | Bateria | Raia | Nacionalidade                   | Nadadores | Tempo   | Notas |
| ---- | ------- | ---- | ------------------------------- | --- | ------- | ----- |
| 1    | 3       | 3    | China                           | Wang Haoyu (48.28) Ji Xinjie (47.86) Yu Yiting (53.90) Ai Yanhan (54.43)                                         | 3:24.47 | Q,    |
| 2    | 3       | 5    | Canadá                          | Finlay Knox (48.93) Javier Acevedo (47.98) Rebecca Smith (54.45) Taylor Ruck (53.42)                             | 3:24.78 | Q     |
| 3    | 3       | 4    | Austrália                       | Kai Taylor (48.73) Jack Cartwright (48.03) Alexandria Perkins (54.58) Abbey Harkin (53.96)                       | 3:25.30 | Q     |
| 4    | 2       | 5    | Itália                          | Lorenzo Zazzeri (48.51) Manuel Frigo (48.62) Sofia Morini (54.66) Chiara Tarantino (54.27)                       | 3:26.06 | Q     |
| 5    | 2       | 4    | Estados Unidos                  | Luke Hobson (48.50) Jack Aikins (48.92) Addison Sauickie (54.83) Kayla Han (56.51)                               | 3:28.76 | Q     |
| 6    | 3       | 6    | Países Baixos                   | Stan Pijnenburg (49.08) Thom de Boer (49.43) Milou van Wijk (55.48) Janna van Kooten (55.24)                     | 3:29.23 | Q     |
| 7    | 2       | 2    | Eslováquia                      | Matej Duša (49.23) Tibor Tistan (50.64) Lillian Slušná (55.92) Teresa Ivan (55.88)                               | 3:31.67 | Q     |
| 8    | 3       | 7    | Hong Kong                       | Lau Shiu Yue (52.30) Ian Ho (48.80) Camille Cheng (55.29) Tam Hoi Lam (55.80)                                    | 3:32.19 | Q,    |
| 9    | 1       | 6    | Filipinas                       | Jarod Hatch (51.65) Kayla Sanchez (55.08) Teia Salvino (57.21) Jerard Jacinto (52.59)                            | 3:36.53 |       |
| 10   | 2       | 7    | Tailândia                       | Dulyawat Kaewsriyong (50.28) Tonnam Kanteemool (50.88) Kamonchanok Kwanmuang (58.42) Jenjira Srisa-Ard (1:00.27) | 3:39.85 |       |
| 11   | 3       | 8    | Uganda                          | Jesse Ssuubi Ssengonzi (52.07) Tendo Mukalazi (51.66) Kirabo Namutebi (1:00.28) Gloria Anna Muzito (56.34)       | 3:40.35 |       |
| 12   | 1       | 4    | Quênia                          | Monyo Maina (52.94) Ridhwan Mohamed (52.67) Imara Thorpe (59.28) Maria Brunlehner (57.39)                        | 3:42.28 |       |
| 13   | 2       | 1    | Armênia                         | Artur Barseghyan (50.41) Ashot Chakhoyan (54.78) Varsenik Manucharyan (1:00.30) Ani Poghosyan (58.80)            | 3:44.29 |       |
| 14   | 1       | 5    | República Dominicana            | Anthony Piñeiro (52.72) María Alejandra Fernández (1:01.81) Alejandra Santana (1:02.82) Javier Nuñez (50.82)     | 3:48.17 |       |
| 15   | 3       | 1    | Bahamas                         | Lamar Taylor (53.19) Marvin Johnson (53.81) Victoria Russell (1:02.01) Rhanishka Gibbs (1:00.62)                 | 3:49.63 |       |
| 16   | 2       | 8    | Guam                            | Israel Poppe (54.12) James Hendrix (53.87) Amaya Bollinger (1:03.04) Mia Lee (1:01.26)                           | 3:52.29 |       |
| 17   | 1       | 3    | Tonga                           | Carolann Faeamani (1:04.46) Alan Uhi (55.76) Charissa Panuve (1:03.76) Finau Ohuafi (53.92)                      | 3:57.90 |       |
| 18   | 3       | 0    | Bahrein                         | Saud Ghali (55.27) Ahmed Theibich (56.98) Amani Al-Obaidli (1:01.65) Noor Yussuf Abdulla (1:04.01)               | 3:57.91 |       |
| 19   | 2       | 0    | Estados Federados da Micronésia | Tasi Limtiaco (55.01) Kestra Kihleng (1:05.27) Katerson Moya (57.81) Taeyanna Adams (1:07.22)                    | 4:05.31 |       |
| 20   | 2       | 9    | Maldivas                        | Mubal Azzam Ibrahim (57.69) Aishath Shaig (1:10.06) Hamna Ahmed (1:09.50) Mohamed Rihan Shiham (56.92)           | 4:14.17 |       |
| —    | 2       | 3    | Suécia                          | DNS | DNS     | DNS   |
| —    | 2       | 6    | Hungria                         | DNS | DNS     | DNS   |
| —    | 3       | 2    | África do Sul                   | DNS | DNS     | DNS   |

### Final
A final foi realizada em 17 de fevereiro às 20:45.
| Pos.              | Raia | Nacionalidade  | Nadadores                                                                                        | Tempo   | Notas            |
| ----------------- | ---- | -------------- | ------------------------------------------------------------------------------------------------ | ------- | ---------------- |
| Medalha de ouro   | 4    | China          | Pan Zhanle (47.29) Wang Haoyu (47.41) Li Bingjie (53.11) Yu Yiting (53.37)                       | 3:21.18 | Recorde asiático |
| Medalha de prata  | 3    | Austrália      | Kai Taylor (48.01) Jack Cartwright (47.90) Shayna Jack (52.38) Brianna Throssell (53.49)         | 3:21.78 |                  |
| Medalha de bronze | 2    | Estados Unidos | Hunter Armstrong (47.83) Matt King (47.78) Claire Curzan (53.82) Kate Douglass (52.85)           | 3:22.28 |                  |
| 4                 | 5    | Canadá         | Finlay Knox (48.79) Javier Acevedo (47.58) Taylor Ruck (53.28) Rebecca Smith (54.14)             | 3:23.79 |                  |
| 5                 | 6    | Itália         | Alessandro Miressi (48.06) Manuel Frigo (48.06) Sofia Morini (54.23) Chiara Tarantino (54.05)    | 3:24.40 |                  |
| 6                 | 7    | Países Baixos  | Stan Pijnenburg (48.84) Caspar Corbeau (49.05) Kira Toussaint (54.51) Marrit Steenbergen (52.74) | 3:25.14 |                  |
| 7                 | 8    | Eslováquia     | Matej Duša (49.37) Tibor Tistan (50.32) Lillian Slušná (55.17) Teresa Ivan (55.02)               | 3:29.88 | Recorde nacional |
| 8                 | 1    | Hong Kong      | Lau Shiu Yue (52.24) Ian Ho (48.66) Camille Cheng (54.71) Tam Hoi Lam (55.52)                    | 3:31.13 | Recorde nacional |

Legenda
| Recorde mundial       | Recorde mundial (World record)               |                       | Recorde africano                      | Recorde africano (African) |                                           | Q | Classificado por posição (Qualified) |
| Recorde do campeonato | Recorde do campeonato (Championship record)  | Recorde da América    | Recorde da América (Americas)         | q                          | Classificado por melhor tempo (Qualified) |   |                                      |
| Melhor marca do ano   | Melhor marca do ano (World leading)          | Recorde asiático      | Recorde asiático (Asian)              | DNS                        | Não largou (Did not start)                |   |                                      |
| Recorde nacional      | Recorde nacional (National record)           | Recorde europeu       | Recorde europeu (European)            | DNF                        | Não terminou (Did not finish)             |   |                                      |
| Recorde pessoal       | Recorde pessoal do atleta (Personal best)    | Recorde da Oceania    | Recorde da Oceania (Oceania)          | DSQ / DQ                   | Desclassificado (Disqualified)            |   |                                      |
| Recorde da temporada  | Recorde da temporada do atleta (Season best) | Recorde sul-americano | Recorde sul-americano (South America) | NM                         | Sem marca (No mark)                       |   |                                      |